# 김민우 (2002년)
김민우(金旻佑, 2002년 3월 16일  ~ )는 대한민국의 축구 선수로 포지션은 왼쪽 풀백, 공격형 미드필더, 중앙 미드필더이며 K리그1의 대전 하나 시티즌에서 현재 K리그2의 김포 FC로 임대되어 뛰고있다.